# Adolf Pokorny
Adolf Pokorny est un médecin allemand né le 26 juillet 1895 à Vienne.

## Biographie
Il est le fils d'un officier de l'armée autrichienne, en raison des fréquentes mutations de son père au sein de l'Autriche-Hongrie, la famille vit entre autres en Bohême, en Galice et en Bosnie.
De mars 1915 à septembre 1918, il est soldat durant la Première Guerre mondiale. Il devient lieutenant et en 1918 il commence ses études à l'université de Prague. En 1922, il reçoit un doctorat et sa licence médicale. Après deux ans dans une clinique, il travaille à partir de 1924 comme dermatologue à Chomutov, spécialisé dans les maladies de la peau et vénériennes.
En 1923, il se marie avec Lilly Weil, une collègue d'origine juive, ils ont deux enfants ensemble. Avant la Seconde Guerre mondiale, il les placera en Angleterre. Il divorce en avril 1935 et en 1939, il adhère au parti nazi.
En octobre 1941, il devient commissaire du Reich pour la préservation de la nationalité allemande. Il informe peu après Heinrich Himmler qu'on vient de découvrir une drogue synthétique tirée de la plante caladium pouvant entrainer la stérilité chez les animaux. Appliquée à l'homme, il pensait que le pouvoir de stériliser à leur insu des millions d'êtres humains ennemis du Reich donnerait à l'Allemagne une formidable nouvelle arme de guerre.
En 1945 il travaille à l'Office de la santé à Munich. En 1946, il est accusé dans le procès des médecins à la suite duquel il est acquitté.